# Contea di Northumberland (Nuovo Brunswick)
La contea di Northumberland è una contea del Nuovo Brunswick, Canada di 48.355 abitanti, che ha come capoluogo Miramichi.

## Suddivisioni
- City
  - Miramichi
- Villaggi
  - Blackville
  - Doaktown
  - Neguac
  - Rogersville
- DSL
  - Alnwick
  - Baie-Sainte-Anne
  - Barryville-New Jersey
  - Black River-Hardwicke
  - Blackville
  - Blissfield
  - Brantville
  - Chatham
  - Collette
  - Derby
  - Escuminac
  - Fair Isle
  - Glenelg
  - Hardwicke
  - Haut-Rivière-du-Portage
  - Lower Newcastle-Russelville
  - Ludlow
  - Nelson
  - Newcastle
  - Northesk
  - Oak Point-Bartibog Bridge
  - Renous-Quarryville
  - Rivière-du-Portage–Tracadie Beach
  - Rogersville
  - St. Margarets
  - Southesk
  - Sunny Corner
  - Tabusintac
  - Val-Comeau
- Riserve indiane
  - Big Hole Tract 8 (parte)
  - Burnt Church 14
  - Eel Ground 2
  - Red Bank 4
  - Red Bank 7
  - Tabusintac 9